# Кампільйо-де-Аренас
Кампільйо-де-Аренас (ісп. Campillo de Arenas) — муніципалітет в Іспанії, у складі автономної спільноти Андалусія, у провінції Хаен. Населення — 2084 особи (2010).
Муніципалітет розташований на відстані близько 320 км на південь від Мадрида, 27 км на південний схід від Хаена.

## Демографія
Динаміка населення (INE ):

## Галерея зображень

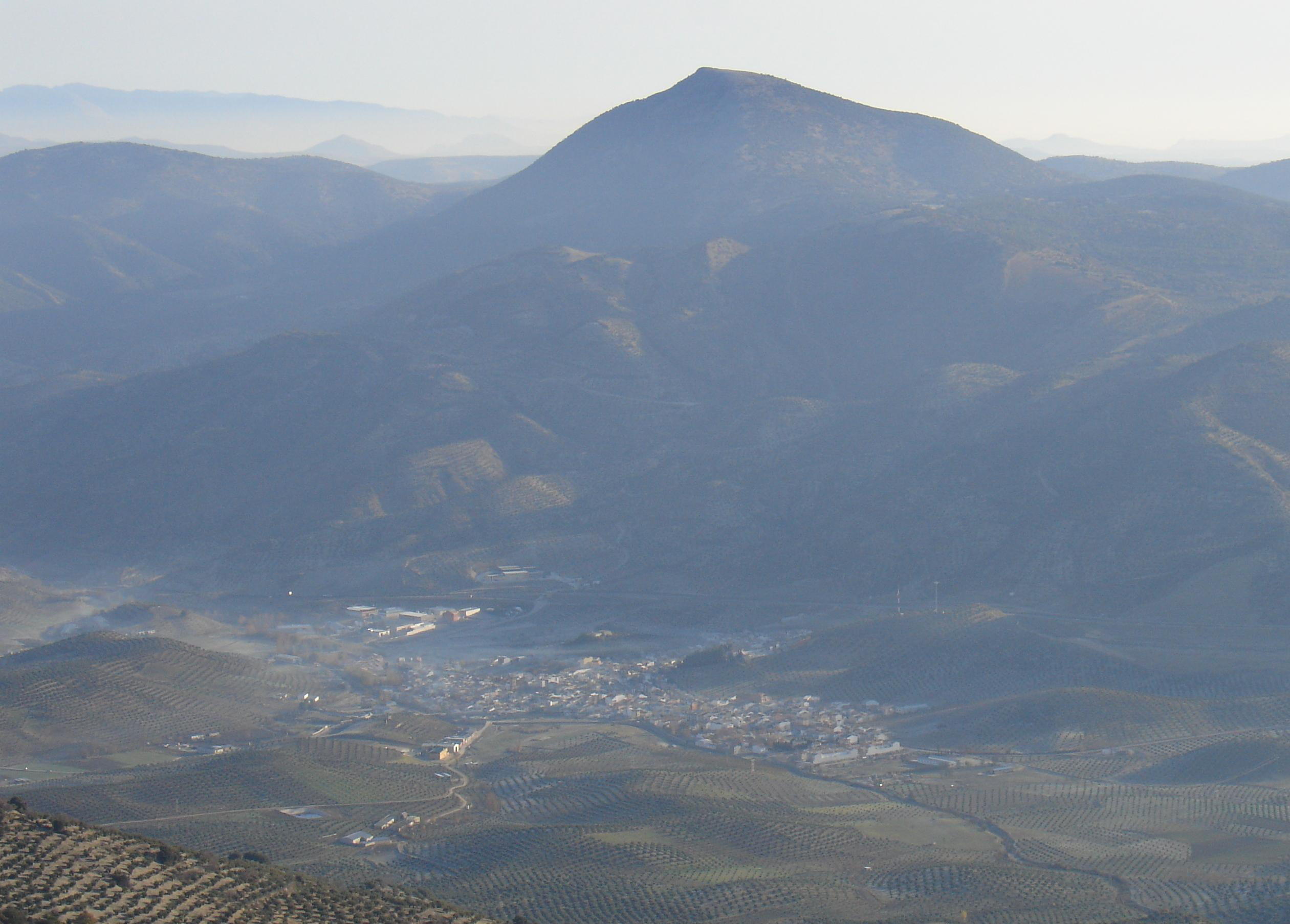
Кампільйо-де-Аренас